# Stotzheim (Euskirchen)
Stotzheim este o localitate cu 4 200 de locuitori, fiind astfel cea mai mare localitate ce aparține de orașul Euskirchen din Nordrhein-Westfalen, Germania. La sud-est de Stotzheim se află într-o pădure cetatea Hartburg.
O curiozitate în localitate este denumirea străzilor după planete și constelații:
- Strada Hercule
- Strada Iupiter
- Strada Marte
- Strada Mercur
- Strada Soarelui
- Strada Capricornului
- Strada Venus
- Strada Vărsătorului de apă
- etc.